# San Francisco Film Critics Circle Awards 2004

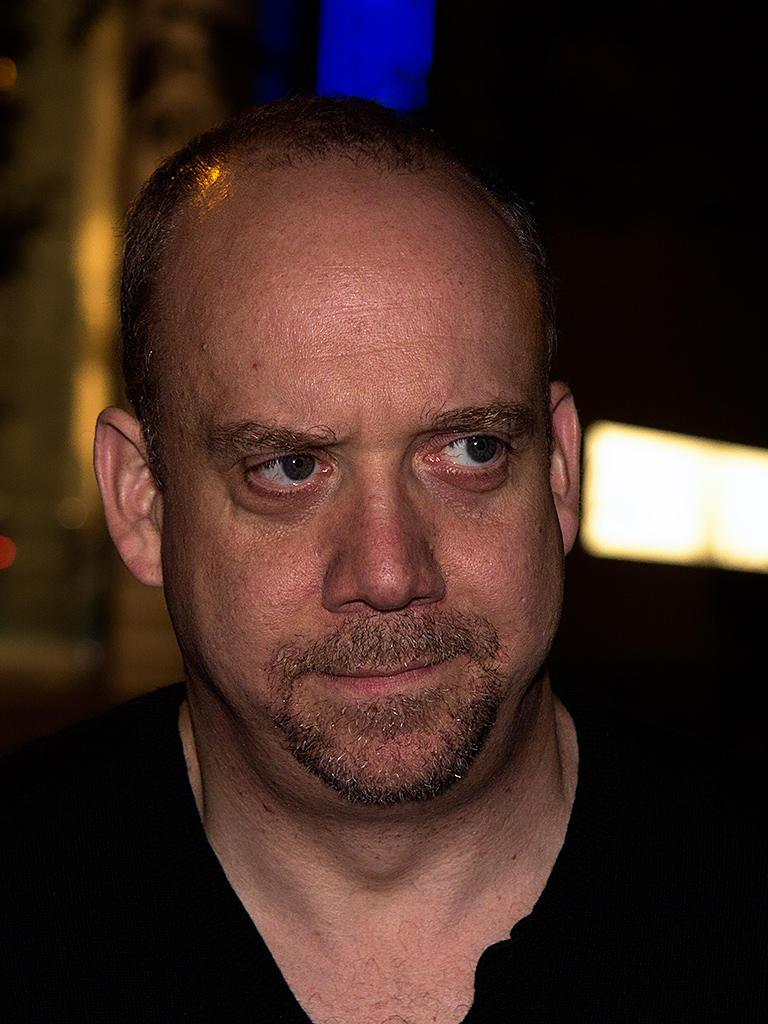
Paul Giamatti, vítěz v kategorii nejlepší mužský herecký výkon v hlavní roli

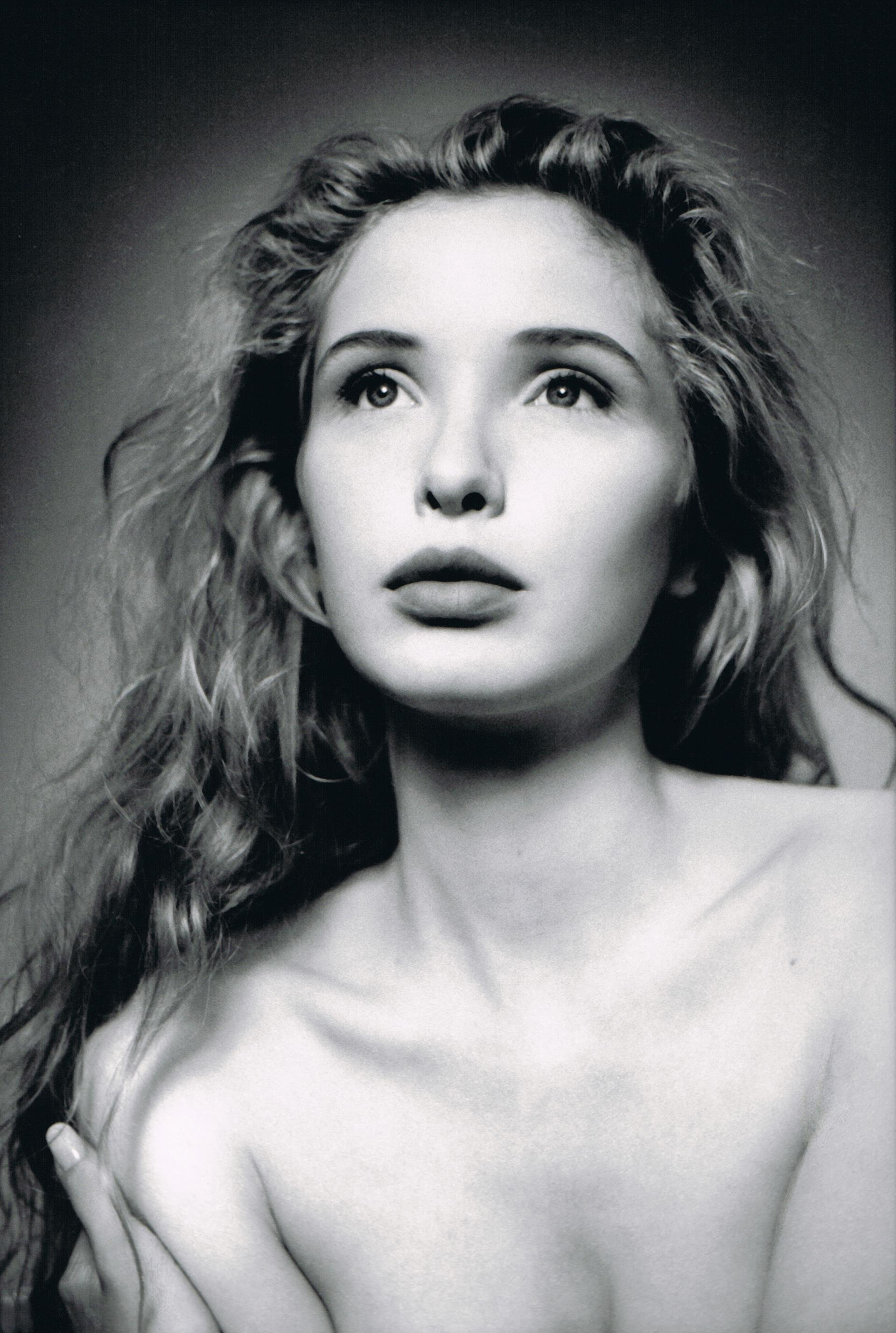
Julie Delpy, vítězka v kategorii nejlepší ženský herecký výkon v hlavní roli

Na 3. ročníku udílení cen San Francisco Film Critics Circle Awards byly předány ceny v těchto kategoriích dne 13. prosince 2004.

## Vítězové
Nejlepší film: Bokovka
Nejlepší režisér: Alexander Payne – Bokovka
Nejlepší scénář: Alexander Payne a Jim Taylor – Bokovka
Nejlepší herec v hlavní roli: Paul Giamatti – Bokovka
Nejlepší herečka v hlavní roli: Julie Delpy – Před soumrakem
Nejlepší herec ve vedlejší roli: Thomas Haden Church – Bokovka
Nejlepší herečka ve vedlejší roli: Virginia Madsen – Bokovka
Nejlepší cizojazyčný film: Maria milostiplná (Kolumbie/Ekvádor/Spojené státy americké)
Nejlepší dokument: Fahrenheit 9/11
Ocenění Marlon Riggs: Anita Monga